# Polica

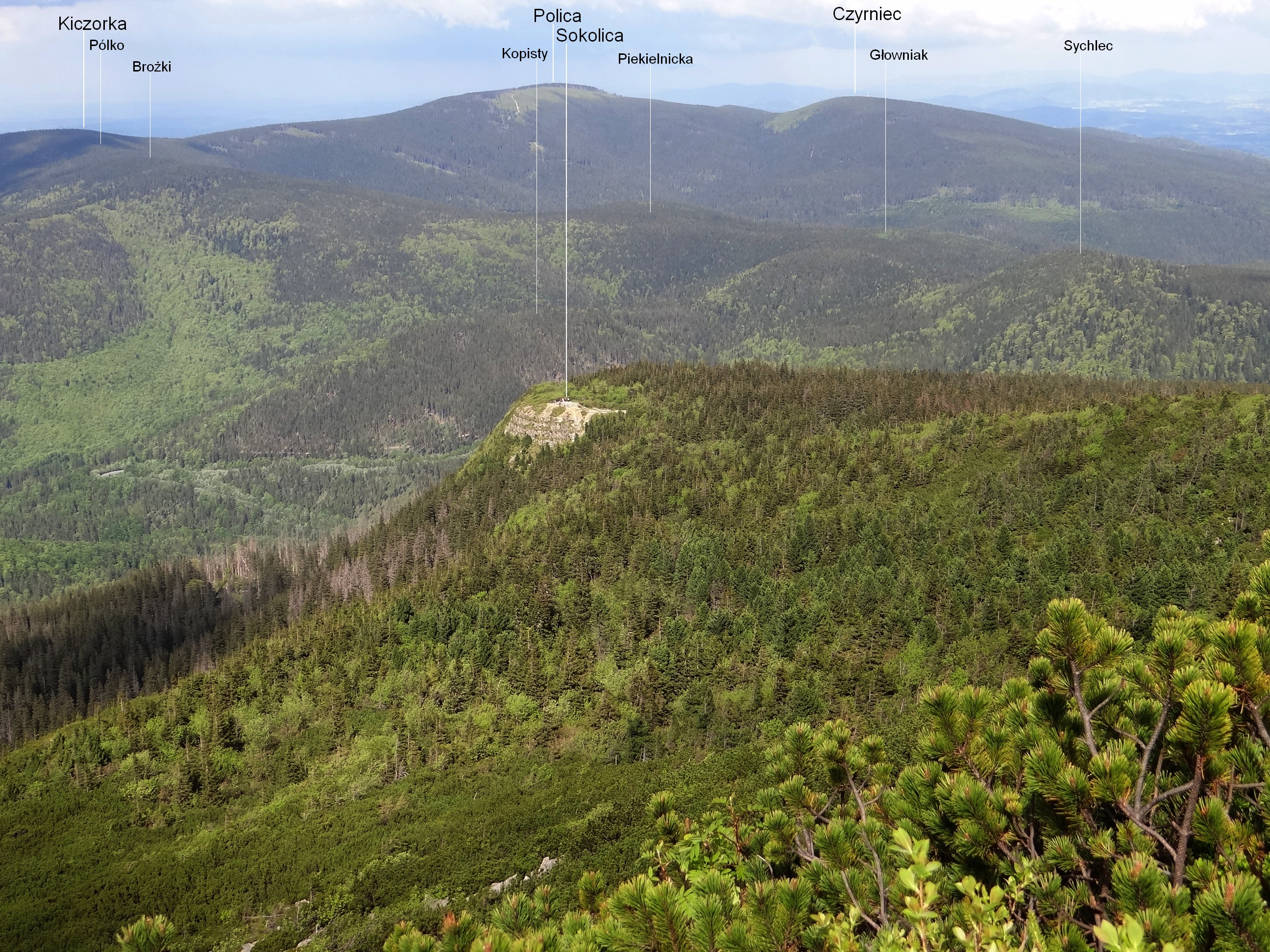
Widok z północnego grzbietu Babiej Góry

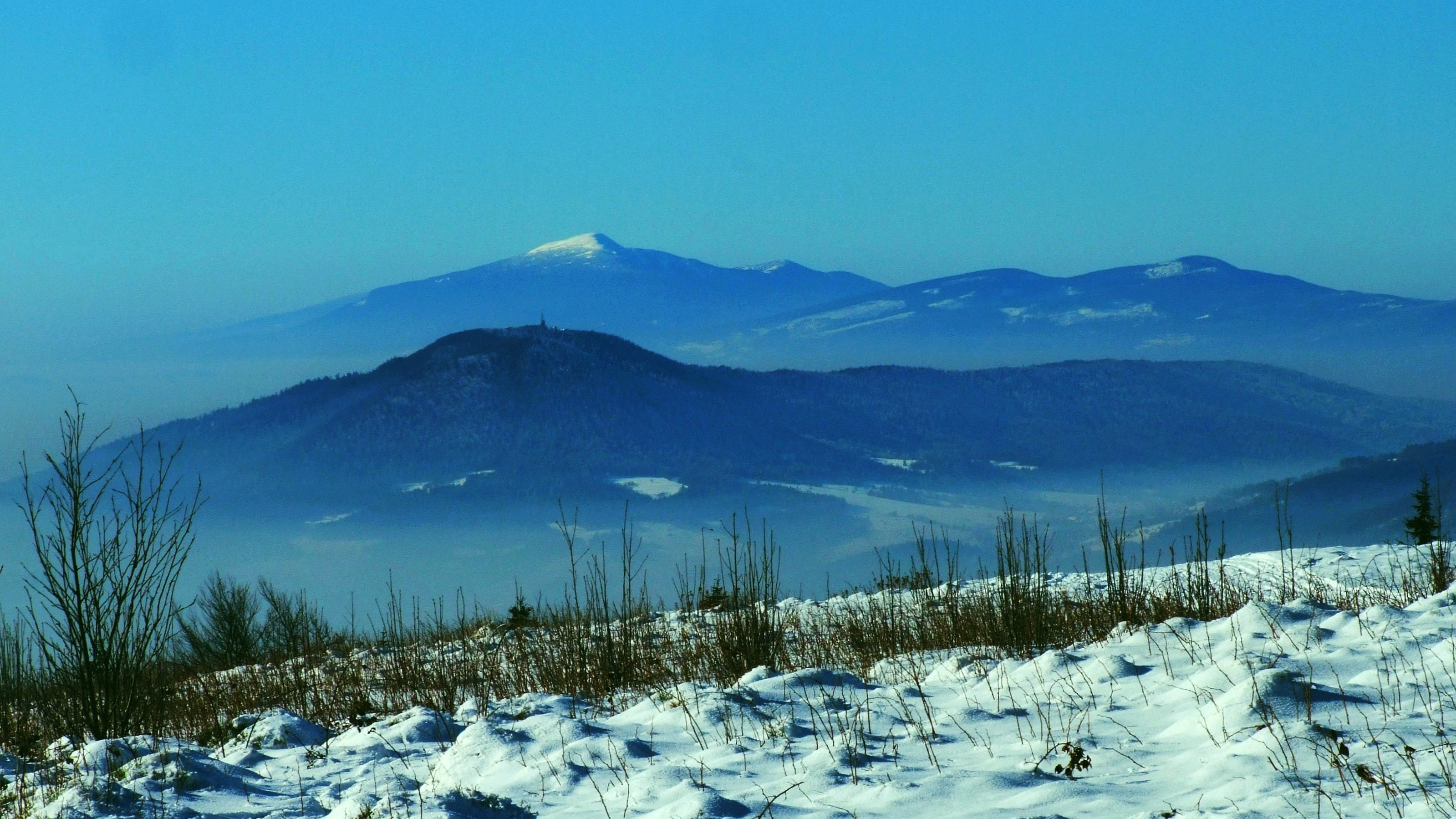
Babia Góra, Polica i Luboń Wielki z Ćwilina

Polica (1369 m) – szczyt w Paśmie Policy położonym po północno-wschodniej stronie przełęczy Krowiarki. Pasmo to wchodzi w skład Pasma Babiogórskiego. W regionalizacji fizycznogeograficznej Polski według Jerzego Kondrackiego zaliczane jest do Beskidu Żywieckiego, w nowszej regionalizacji z 2018 roku do Beskidu Żywiecko-Orawskiego. Dawniej szczyt nosił nazwę Police, co w gwarze tutejszych górali oznaczało półki, na których w bacówce przechowywano sery.

## Topografia
Polica jest zwornikiem dla odbiegającego w południowo-wschodnim kierunku niewiele niższego grzbietu Czernic (na mapie Compassu jest to Czyrniec). Grzbiet ten opada do Przełęczy Zubrzyckiej (877 m), przez którą Pasmo Policy łączy się z Beskidem Orawsko-Podhalańskim. Biegnie nim przez Policę, przełęcz Krowiarki i dalej Pasmem Babiogórskim Wielki Europejski Dział Wodny między zlewiskami Bałtyku i Morza Czarnego. Północno-zachodnie stoki Policy opadają do doliny Skawicy, wcina się w nie głęboka dolina potoku Skawica Górna.
Na szczycie Policy zbiegają się granice trzech wsi i dwóch powiatów: Skawica i Sidzina (powiat suski) oraz Zubrzyca Górna (powiat nowotarski).

## Historia
Grzbietem od Babiej Góry przez Krowiarki do Policy i dalej grzbietem Czernica (Czyrńca) do 1918 roku biegła granica galicyjsko-węgierska, a w latach 1918–1920 polsko-czechosłowacka. Prowadził tamtędy szlak przemytniczy zwany Tabakowym Chodnikiem. W okresie międzywojennym, po przyłączeniu Górnej Orawy do Polski cały szczyt Policy znalazł się w granicach Rzeczypospolitej. W czasie II wojny światowej, po włączeniu Górnej Orawy do Słowacji, grzbiet oddzielał Słowację od Generalnego Gubernatorstwa. Ustawiono na nim liczne słupki graniczne z literami S i D. Po wojnie i zlikwidowaniu tej granicy słupki zostały powywracane. W czasie II wojny światowej masyw Policy dawał schronienie partyzantom AK. M.in. pod Policą w dolinie Potoku Głębockiego mieli drewniano-ziemny bunkier. Jesienią 1944 Niemcy przeprowadzili wielką obławę na partyzantów. Wobec ogromnej przewagi nieprzyjaciela partyzanci wycofali się, nie podejmując walki. Obława przyniosła Niemcom niewielkie skutki, w odwecie dokonali pacyfikacji miejscowości Sidzina.
2 kwietnia 1969 r. na stokach Policy rozbił się samolot PLL LOT. W katastrofie zginęli wszyscy obecni na pokładzie – 53 osoby, w tym znany językoznawca prof. Zenon Klemensiewicz. Zdarzenie to upamiętnia krzyż ze stosownym napisem. Na krzyżu umieszczono dodatkową tabliczkę wykonaną z resztek poszycia samolotu z informacją o oddziale partyzanckim działającym w tym rejonie. Przyczyną katastrofy najprawdopodobniej był błąd nawigacji spowodowany brakiem odpowiedniego wyposażenia lotniska w Krakowie. W 2009 r. na szczycie umieszczono także pomnik poświęcony ofiarom katastrofy. Uroczystość odsłonięcia odbyła się 20 sierpnia 2009 r.
We wrześniu 1978 roku w paśmie Policy ostatnią górską wycieczkę przed wstąpieniem na tron papieski odbył Karol Wojtyła. Dla upamiętnienia tej okoliczności, żółty szlak wiodący od Skawicy, przez przysiółek Skawica-Sucha Góra na Halę Krupową nazwany jest szlakiem papieskim.

## Przyroda
Masyw Policy jest w większości porośnięty lasem. Z rzadkich w Polsce gatunków roślin na Policy rośnie zarzyczka górska. W 1972 r. na Policy utworzono Rezerwat przyrody im. prof. Zenona Klemensiewicza. U podnóży Policy znajduje się też najdłuższa i zarazem najgłębsza jaskinia (2006) w całym Beskidzie Żywieckim – Jaskinia Oblica o łącznej długości korytarzy 416 m i głębokości 21 m.

## Szlaki turystyczne
Główny Szlak Beskidzki, odcinek: Krowiarki – Syhlec – Głowniak – Piekielnicka – Brożki – Pólko – Kiczorka – Polica – Cupel – Jasna Grapa – Kocia Łapa – Kucałowa Przełęcz. Suma podejść 520 m, suma zejść 360 m, czas przejścia 2:45 godz., z powrotem 2:30 godz.
 Przełęcz Zubrzycka – Polica